# QX Gaygalan 2003
QX Gaygalan 2003 var den femte QX Gaygalan och den hölls på Tyrol på Gröna Lund i Stockholm den 2 februari 2003,Galan leddes av Sissela Kyle. Priserna delades ut till personer som nominerats av tidningen QX läsare. Det delades ut priser i nitton kategorier, arton av dessa hade röstats fram av läsarna. Det nittonde QX hederspris beslutas av tidningen och det gick postumt till Ammi Helmadotter som under 10 års tid kämpat för att synliggöra homosexuella föräldrar.

## Vinnare och nominerade
Vinnare markeras med fetstil, nominerade anges när uppgift finns:
| Årets homo/bi | Årets hetero                                                           |
| --- | ---------------------------------------------------------------------- |
| Nominerade till Årets homo/bi är inte komplett - Mathias Holmgren - Rikard Wolff - Tasso Stafilidis Prisutdelare: Mona Sahlin                                                  | - Thomas Bodström - Amelia Adamo - Bert Karlsson Prisutdelare: Alcazar |
| Årets hederspristagare |                                                                        |
| Ammi Helmadotter, postumt, för hennes kamp att synliggöra homosexuella föräldrar. Hennes hustru Kristin Nilsson tog emot priset. Prisutdelare: Jonas Gardell och Anders Öhrman |                                                                        |
| Årets gayställe | Årets drag                                                             |
| - Patricia | - Tollie och Dolores                                                   |
| Årets café | Årets straighta bar                                                    |
| - Chokladkoppen | - Olssons skor                                                         |
| Årets Trevligaste personal: | Årets artist                                                           |
| - Mandus | - Ola Salo                                                             |
| Årets utländska låt | Årets svenska låt                                                      |
| - All the Things She Said – t.a.T.U.  | - Never Let It Go – Afro-Dite                                          |
| Årets svenska film | Årets reklam                                                           |
| - Lilja 4-ever | - ICA - flygbolaget KLM - klädkedjan Brothers                          |
| Årets TV-program | Årets Dj                                                               |
| - Fame Factory | - Christer Broman                                                      |
| Årets scenhändelse | Årets bok                                                              |
| - Kikki, Lotta och Bettan på Rondo | - Queerfeministisk Agenda – Tiina Rosenberg - Victoria, Victoria – Alice Bah                                                                       |
| Göteborgspriset | Öresundspriset                                                         |
| - Cockpit | - Oscar bar och café                                                   |
| Årets flopp |                                                                        |
| - Per Unckel - Chatrine Pålsson - Zoran Lukiz |                                                                        |